# 迪克西瓦利 (內華達州)
迪克西瓦利（英語：Dixie Valley）是位於美國內華達州邱吉爾縣的鬼鎮。

## 歷史
迪克西瓦利的郵局於1918年設立，其後於1933年停運。

## 地理
迪克西瓦利所處的海拔為高於海平面1047米（即3435英呎），而該地所採用的時區為UTC-8，即太平洋时区（PST）。同時該地設有夏令時間，為UTC-8調快一小時，即UTC-7（PDT）。